# Plaattrekkracht
Plaattrekkracht of subductietrekkracht (Engels: Slab pull) is een kracht die bij een subductie een subducerende oceanische plaat de astenosfeer in trekt, omdat die een hogere massadichtheid heeft dan de asthenosfeer waar die in duikt.  
In 1975 toonden Donald Forsyth en Seiya Uyeda aan dat van de vele krachten die plaatbeweging aandrijven, de trekkracht de sterkste was. De beweging van de platen wordt gedeeltelijk veroorzaakt door het gewicht van koude platen met een hoge dichtheid die bij oceanische troggen in de mantel zinken. Ridge push, de kracht die ontstaat door de vorming van nieuwe oceanische korst bij mid-oceanische ruggen, draagt slechts 5 tot 10% bij.
De trekkracht van de plaat speelt een belangrijke rol in hoe een subductiezone er in detail uit ziet. Dat varieert per gebied tussen twee extremen:
- een weinig seismisch actieve zone met daarachter back-arc rek zoals in de Izu-Bonin-Mariana-boog .
- de seismisch actieve subductiezones van Aleoeten en Chili met sterke aardbevingen en back-arc verkorting.

## Definitie
De trekkracht van de plaat wordt meestal gedefinieerd als:
{\displaystyle F_{sp}=K\times \Delta \rho \times L\times {\sqrt {A}}}
waarbij
{\displaystyle K=4{,}2g} (valversnelling {\displaystyle g=9{,}81m/s^{2}}) volgens McNutt (1984)
{\displaystyle \Delta \rho =80kg/m^{3}} is het gemiddelde dichtheidsverschil tussen de subducerende plaat en de omringende asthenosfeer
{\displaystyle L} = de plaatlengte die alleen wordt berekend voor het gedeelte boven 670 km (de boven-/ondermantelgrens)
{\displaystyle A} = de (thermische) ouderdom in miljoenen jaren bij de trog